# Michael Warren (beeldhouwer)

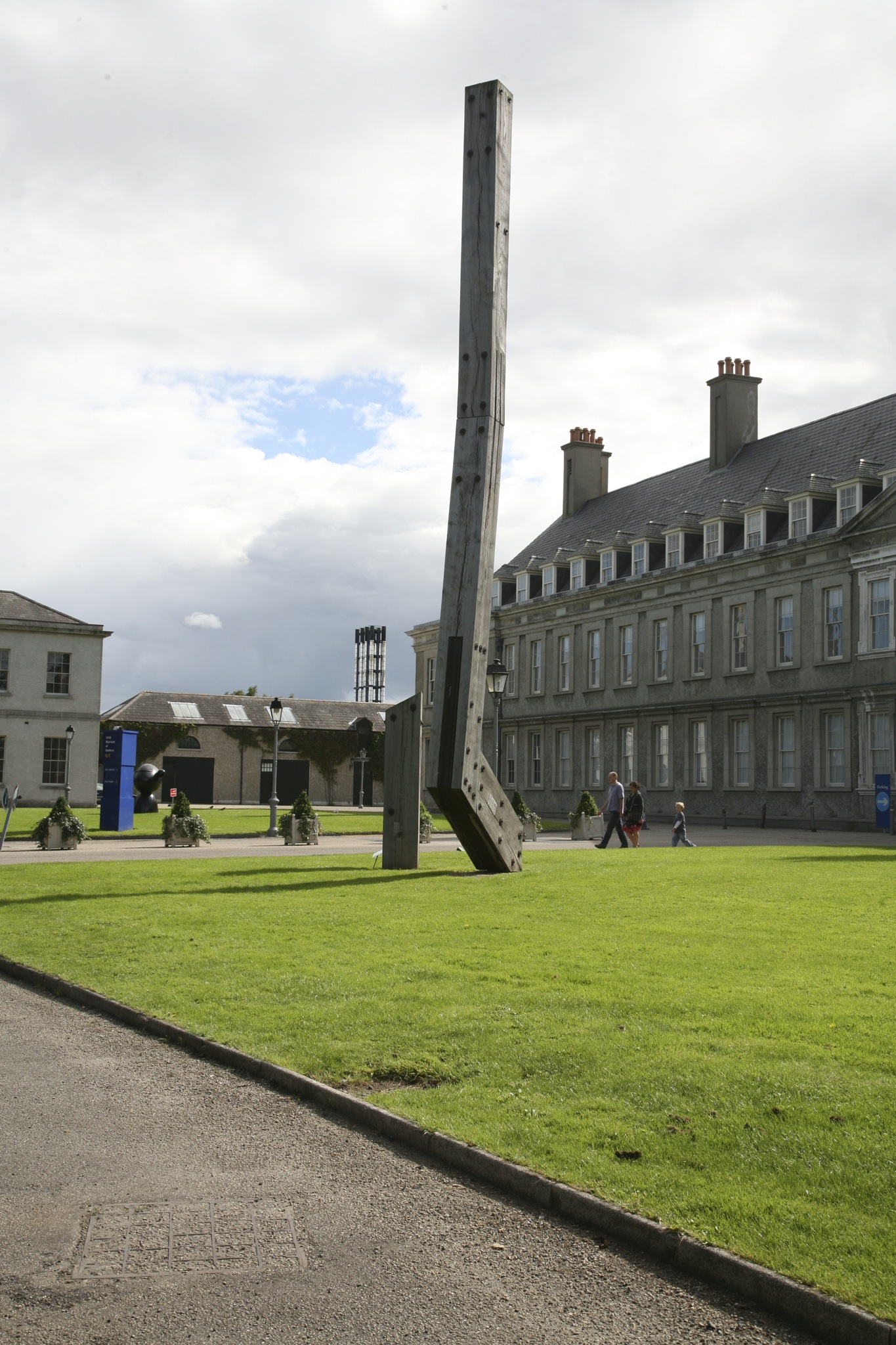
Beneath the bow (1991) Irish Museum of Modern Art, Dublin

Michael Warren (Gorey, 21 september 1950) is een Ierse beeldhouwer.

## Leven en werk
Warren volgde van 1969 tot 1970 een basisopleiding kunst aan de Bath School of Art and Design in Bath (Engeland). Voortijdig verliet hij de opleiding en ging in op de uitnodiging van Frank Morris, zijn vroegere kunstdocent aan de kostschool waar hij van 1964 tot 1969 verbleef, bij hem in de leer te gaan. Bij Morris maakte hij kennis met de methode en taille directe te werken. Warren maakte zijn eerste beeld in 1969 in beukenhout: Torso. Hij studeerde van 1970 tot 1971 filosofie, psychologie en Engels aan het Trinity College in Dublin. Morris overleed in 1971 op 42-jarige leeftijd en Warren verliet Ierland voor een studie beeldhouwkunst aan de Accademia di Belle Arti di Brera in Milaan. Hij studeerde in 1975 af bij professor Luciano Minguzzi op het werk van de Spaanse beeldhouwer Eduardo Chillida, die hij ook in Spanje heeft bezocht. Zijn latere stijl werd sterk beïnvloed door het werk van Chillida. In 1976 keerde hij terug naar Ierland.
De kunstenaar leeft en werkt in Gorey (County Wexford).

## Werken (selectie)
- After Image (1984/86), UCD Sculpture Trail, campus Belfield van het University College Dublin in Dublin
- Untitled (1985), College Park, Trinity College in Dublin
- Thrones of the ancient seat of the Kings of South Leinster at Dinn Righ (The hill of the Kings) (1986), bij Leighlinbridge, County Carlow
- Antigone (1988), Olympic Sculpture Park in Seoel, Zuid-Korea
- Throne (1989), Beeldenpark Hakone in Hakone, Japan
- A Pagan Place (1991), Encamp, Andorra
- Through Way (1991), University College Dublin
- Beneath the 'bow (1991), Irish Museum of Modern Art in Dublin
- Viaje interior (1992), Beelden in het Parque Juan Carlos I in Madrid
- Wood quay (1995), Dublin Civic Offices in Dublin
- Her Hair (1997), Courtown Harbour, County Wexford
- Tulach a' tSolais - monument Irish Rebellion 1798 (1999), Oulart Hill, County Wexford
- Anteus (2001), Devil's Glen Forest Park in Wicklow
- Gateway (2002), Dún Laoghaire, County Dublin
- Bronze Arch (2003), Gongju, Zuid-Korea

## Fotogalerij

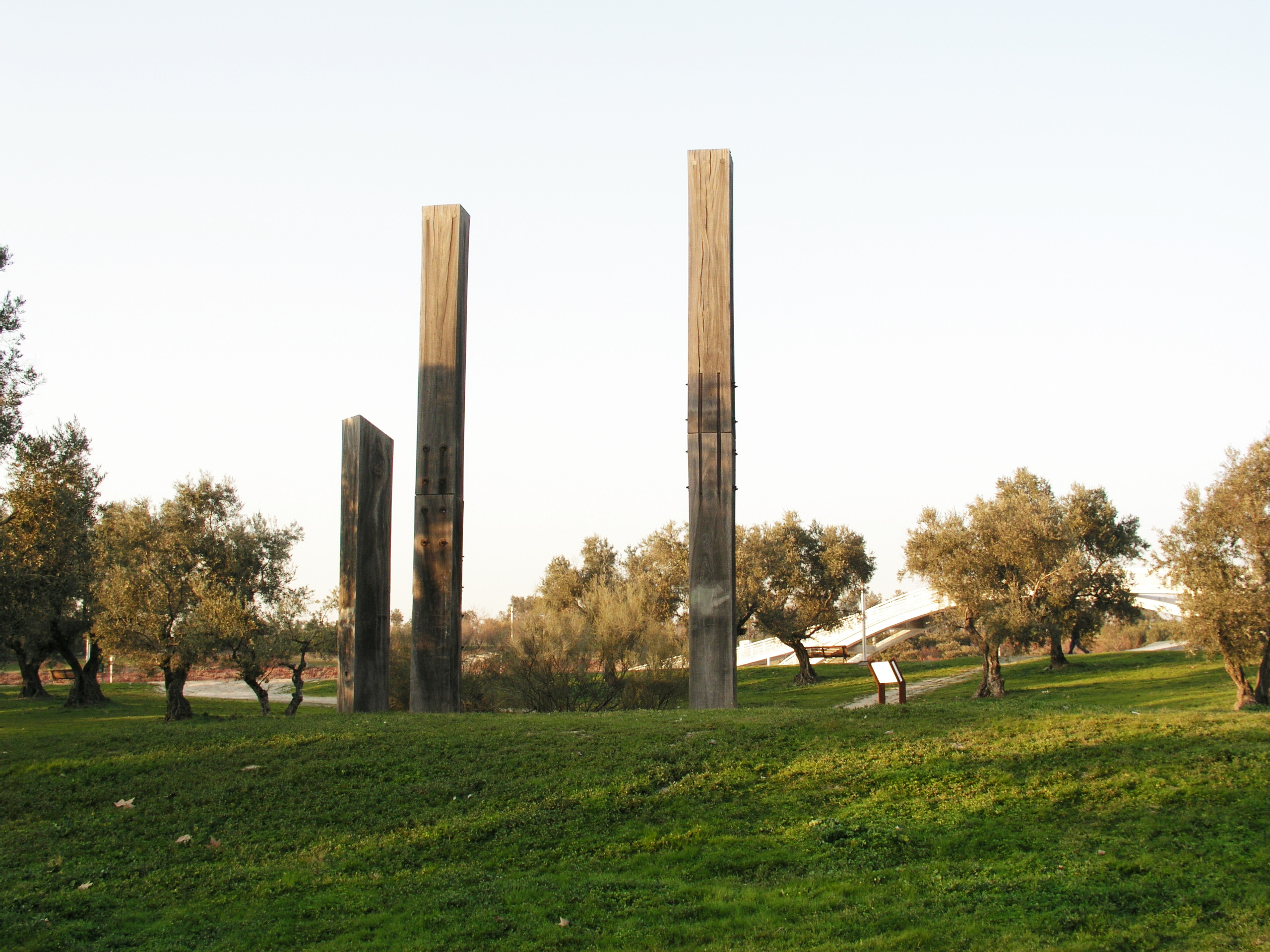
Viaje interior in Madrid
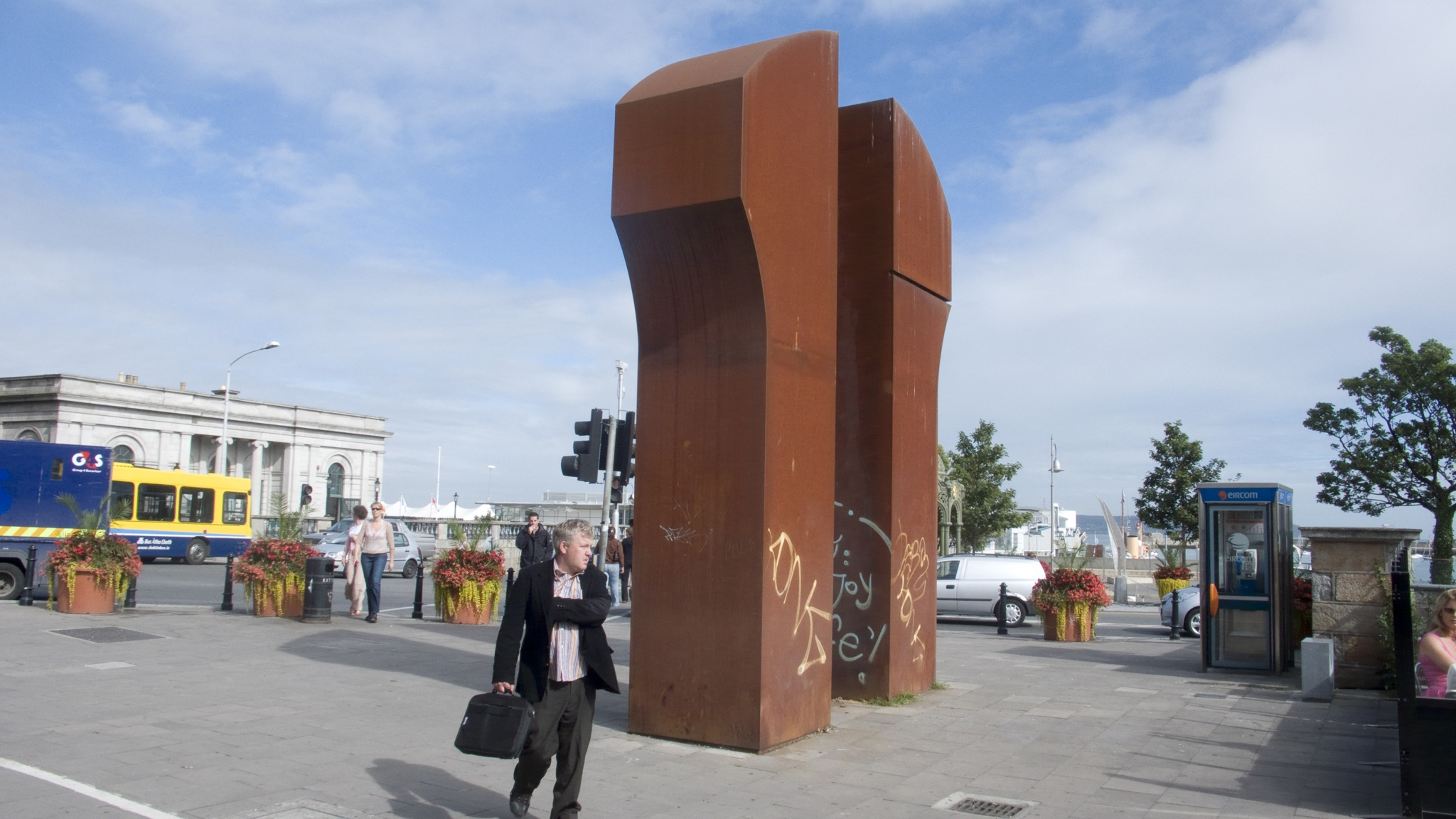
Gateway in Dún Laoghaire
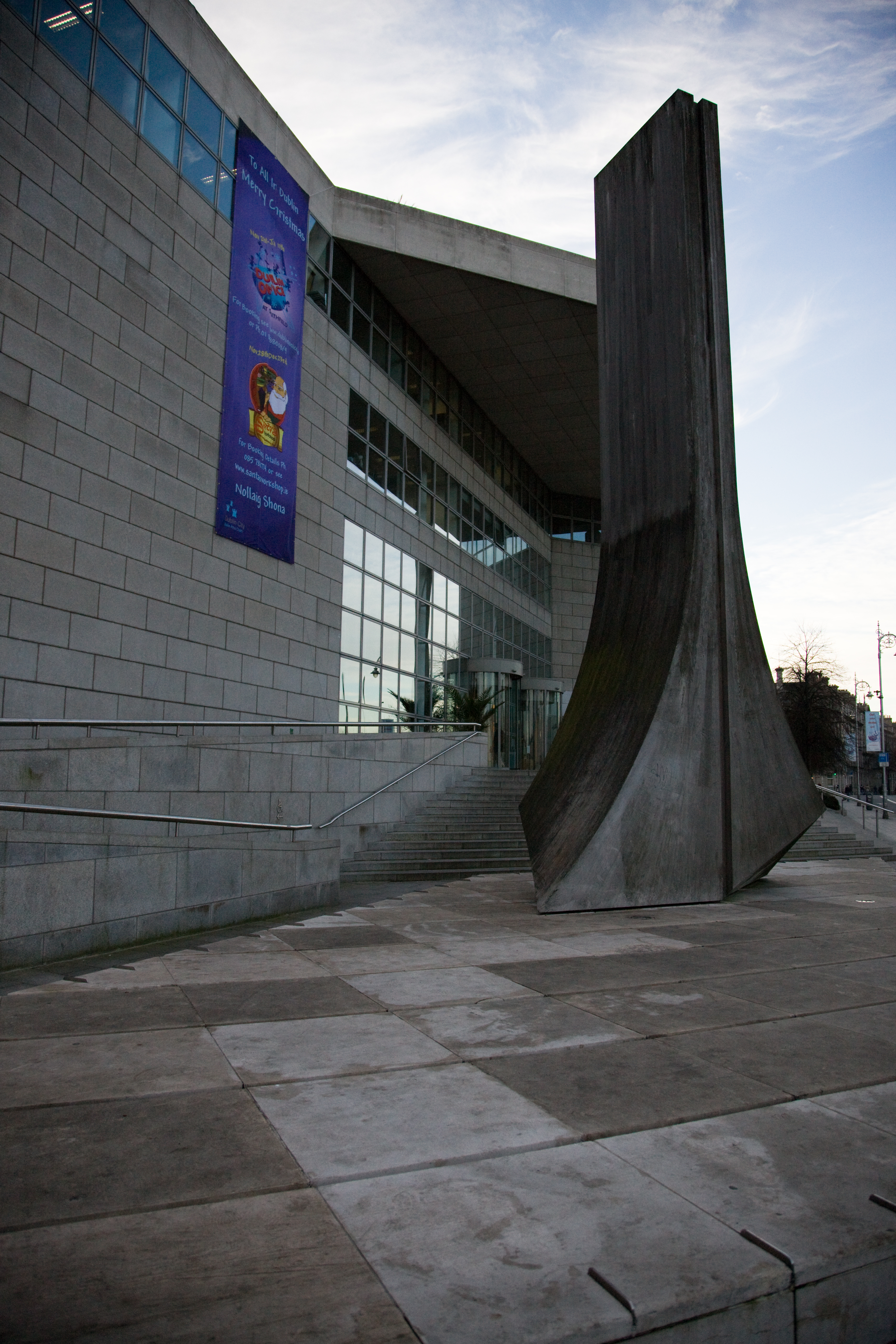
Wood Quay in Dublin